# Ugo Boncompagni, IV duca di Sora
Ugo Boncompagni, IV duca di Sora, detto anche Ugo I Boncompagni (Sora, 19 luglio 1614 – Sora, 29 ottobre 1676), è stato un nobile italiano.

## Biografia
Figlio secondogenito di Gregorio Boncompagni, II duca di Sora e di sua moglie, Eleonora Zapata, Ugo nacque a Sora il 19 luglio 1614. Destinato alla carriera ecclesiastica, ricevette la tonsura il 30 giugno 1627, ma con la morte del padre divenne il secondo in linea di successione e dopo la morte di suo fratello maggiore Giacomo nel 1636, abbandonò tale proposito per succedere ai titoli della sua casata. Papa Urbano VIII gli concesse dunque un seggio nel senato di Bologna come da tradizione della sua casata in quello stesso anno e re Filippo IV di Spagna gli confermò la successione al ducato di Sora.
Fedele suddito ed alleato della Spagna, quando questa si vide attaccare il proprio dominio del Ducato di Milano dai francesi nel 1640, ed in contemporanea dovette fronteggiare la rivolta della Catalogna, il Boncompagni diede mostra della propria fedeltà inviando delle proprie truppe a Milano, ricavandone poi la nomina a Capitano Generale del Regno di Napoli. Nel 1647, con lo scoppio dell'insurrezione guidata da Masaniello, Ugo prese parte all'organizzazione della reazione militare ed all'assemblea che elesse Gerolamo Tuttavilla quale comandante dell'esercito baronale. Per la repressione della rivolta, Ugo assoldò cento tra fanti e cavalieri a proprie spese e si impegnò in prima fila nella campagna militare, assistendo la difesa di Pozzuoli. Nel dicembre di quello stesso anno, ad ogni modo, venne richiamato dapprima a Napoli dal viceré duca d'Arcos per poi fare ritorno nei suoi feudi della Terra di Lavoro per poter affrontare in loco la banda popolana capeggiata da Domenico Colese, detto "Pepone", alla quale si erano uniti diversi contadini alle dipendenza dello stesso duca, motivo per cui quando la guerra fu vinta dagli aristocratici del regno, Ugo si lasciò andare ad una serie di vendette personali anche nel proprio ducato.
Morì a Sora il 29 ottobre 1676.

## Matrimonio e figli
Sposò l'11 febbraio 1641 Maria Ruffo (29 novembre 1620 - 5 maggio 1705), figlia di Francesco Ruffo, II duca di Bagnara, dalla quale ebbe tredici figli:
- Gregorio  (1642–1707), suo erede;
- Eleonora (1642–1695), gemella del precedente, sposò nel 1658 Giovanni Battista Borghese, II principe di Sulmona;
- Francesco (14 luglio 1643–27 febbraio 1696), ecclesiastico e governatore della regione della Sabina sotto il pontificato di Clemente X;
- Jumara (29 agosto 1644 - 20 febbraio 1716), monaca in S. Giuseppe dei Ruffi di Napoli;
- Costanza (29 agosto 1644 - 1718), gemella della precedente, monaca in S. Giuseppe dei Ruffi di Napoli;
- Agnese (7 marzo 1646 - 18 luglio 1648);
- Giulia (30 luglio 1647 - 17 agosto 1715), monaca in S. Lucia in Selci a Roma;
- Giovanna (22 maggio 1649 - 30 ottobre 1688), monaca in S. Marta a Roma;
- Anna (25 febbraio 1651 - 12 aprile 1707), monaca;
- Giacomo (1652–1731), cardinale;
- Antonia (21 settembre 1654 - 21 marzo 1720), monaca;
- Antonio (1658–1731), sposò sua nipote Maria Eleonora Boncompagni Ludovisi (1686-1745)
- Filippo (10 aprile 1658 - di vaiolo 19 dicembre 1679), gemello del precedente.

## Albero genealogico
|                                       |                                                 |                                                     | Genitori                                 |  |  | Nonni |  |  | Bisnonni           |  |  | Trisnonni              |  |
|                                       |                                                 |                                                     |                                          |  |  |       |  |  | Papa Gregorio XIII |  |  | Cristoforo Boncompagni |  |
|                                       |                                                 |                                                     |                                          |  |  |       |  |  | Papa Gregorio XIII |  |  | Cristoforo Boncompagni |  |
|                                       |                                                 | Angela Marescalchi                                  |                                          |  |  |       |  |  | Papa Gregorio XIII |  |  |                        |  |
| Gregorio Boncompagni, I duca di Sora  |                                                 |                                                     |                                          |  |  |       |  |  | Papa Gregorio XIII |  |  |                        |  |
|                                       |                                                 | Maddalena Fulchini                                  | …                                        |  |  |       |  |  |                    |  |  |                        |  |
|                                       |                                                 | Maddalena Fulchini                                  | …                                        |  |  |       |  |  |                    |  |  |                        |  |
|                                       |                                                 | Maddalena Fulchini                                  | …                                        |  |  |       |  |  |                    |  |  |                        |  |
| Gregorio Boncompagni, II duca di Sora |                                                 | Maddalena Fulchini                                  |                                          |  |  |       |  |  |                    |  |  |                        |  |
|                                       |                                                 | Sforza Sforza, X conte di Santa Fiora               | Bosio II Sforza, IX conte di Santa Fiora |  |  |       |  |  |                    |  |  |                        |  |
|                                       |                                                 | Sforza Sforza, X conte di Santa Fiora               | Bosio II Sforza, IX conte di Santa Fiora |  |  |       |  |  |                    |  |  |                        |  |
|                                       |                                                 | Sforza Sforza, X conte di Santa Fiora               | Costanza Farnese                         |  |  |       |  |  |                    |  |  |                        |  |
| Costanza Sforza                       |                                                 | Sforza Sforza, X conte di Santa Fiora               |                                          |  |  |       |  |  |                    |  |  |                        |  |
|                                       |                                                 | Luigia Pallavicino                                  | Pallavicino II Pallavicino               |  |  |       |  |  |                    |  |  |                        |  |
|                                       |                                                 | Luigia Pallavicino                                  | Pallavicino II Pallavicino               |  |  |       |  |  |                    |  |  |                        |  |
|                                       |                                                 | Luigia Pallavicino                                  | Elena Salviati                           |  |  |       |  |  |                    |  |  |                        |  |
| Ugo Boncompagni, IV duca di Sora      |                                                 | Luigia Pallavicino                                  |                                          |  |  |       |  |  |                    |  |  |                        |  |
|                                       | Francisco Zapata y Cisneros, I conte di Barajas | Juan Zapata Osorio, V signore di Barajas ed Alameda |                                          |  |  |       |  |  |                    |  |  |                        |  |
|                                       | Francisco Zapata y Cisneros, I conte di Barajas | Juan Zapata Osorio, V signore di Barajas ed Alameda |                                          |  |  |       |  |  |                    |  |  |                        |  |
|                                       | Francisco Zapata y Cisneros, I conte di Barajas | María Jiménez Cisneros                              |                                          |  |  |       |  |  |                    |  |  |                        |  |
| Juan Bautista Zapata y Cisneros       | Francisco Zapata y Cisneros, I conte di Barajas |                                                     |                                          |  |  |       |  |  |                    |  |  |                        |  |
|                                       |                                                 | Maria Clara de Mendoza                              | Juan Suárez de Mendoza                   |  |  |       |  |  |                    |  |  |                        |  |
|                                       |                                                 | Maria Clara de Mendoza                              | Juan Suárez de Mendoza                   |  |  |       |  |  |                    |  |  |                        |  |
|                                       |                                                 | Maria Clara de Mendoza                              | María de Mendoza y Luna                  |  |  |       |  |  |                    |  |  |                        |  |
| Eleonora Zapata                       |                                                 | Maria Clara de Mendoza                              |                                          |  |  |       |  |  |                    |  |  |                        |  |
|                                       |                                                 | Ottavio Brancia, signore di Castelpagano            | Giacomo Brancia                          |  |  |       |  |  |                    |  |  |                        |  |
|                                       |                                                 | Ottavio Brancia, signore di Castelpagano            | Giacomo Brancia                          |  |  |       |  |  |                    |  |  |                        |  |
|                                       |                                                 | Ottavio Brancia, signore di Castelpagano            | Caterna Brancia                          |  |  |       |  |  |                    |  |  |                        |  |
| Caterina Brancia                      |                                                 | Ottavio Brancia, signore di Castelpagano            |                                          |  |  |       |  |  |                    |  |  |                        |  |
|                                       |                                                 | Giulia Carafa                                       | …                                        |  |  |       |  |  |                    |  |  |                        |  |
|                                       |                                                 | Giulia Carafa                                       | …                                        |  |  |       |  |  |                    |  |  |                        |  |
|                                       |                                                 | Giulia Carafa                                       | …                                        |  |  |       |  |  |                    |  |  |                        |  |
|                                       |                                                 | Giulia Carafa                                       |                                          |  |  |       |  |  |                    |  |  |                        |  |